# Gesturi
Gesturi  es un municipio de Italia de 1.390 habitantes en la provincia de Cerdeña del Sur, región de Cerdeña.

## Lugares de interés
- Iglesia de Santa Bárbara, de estilo románico-gótico.
- Iglesia de Santa Maria Egiziaca.
- Iglesia parroquial de Madonna dell'Assunta.
- Nuraga "Brunku-Madagui".

## Galería fotográfica

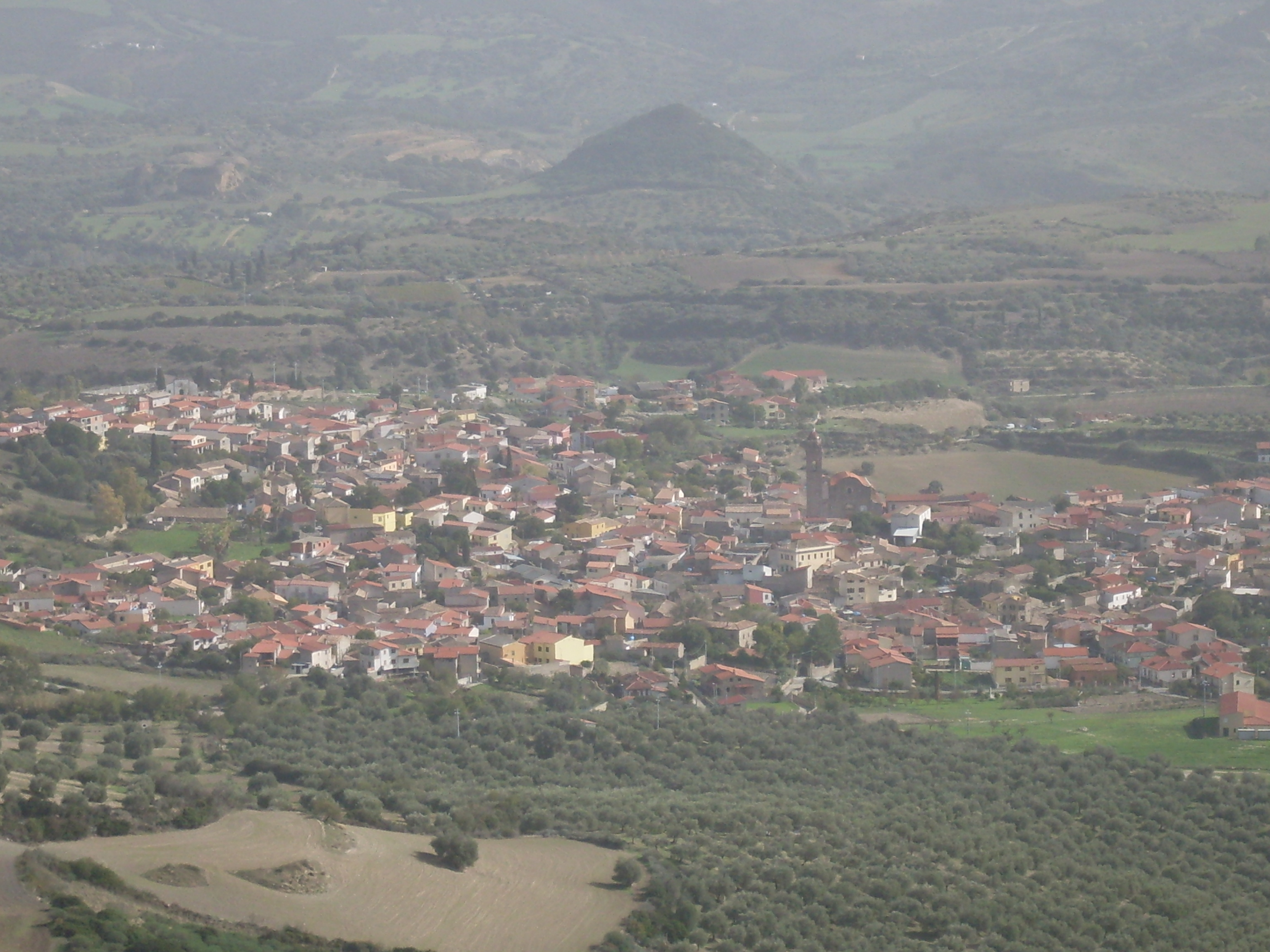
Localidad de Gesturi, vista desde el altiplano de Giara.
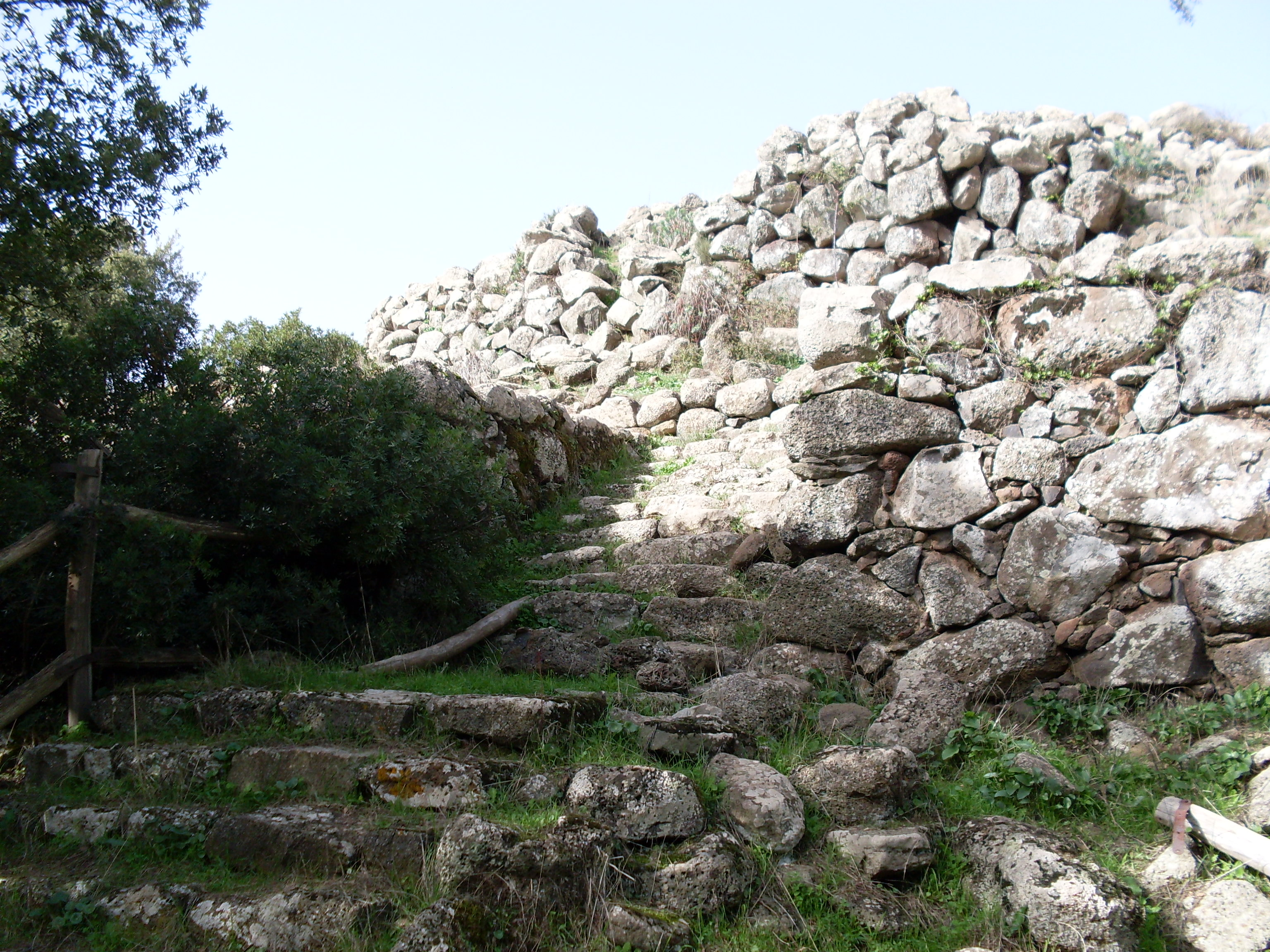
Nuraga Bruncu Madugui.

## Evolución demográfica
| Gráfica de evolución demográfica de Gesturi entre 1861 y 2001 |
|                                                               |
| Fuente ISTAT - Elaboración gráfica de Wikipedia               |